# Transports en commun de Lens-Béthune
Les transports en commun de Lens-Béthune est le service de transport en commun du réseau d'Artois Mobilités dans le Pas-de-Calais en France.
Tadao est la marque commerciale des autobus de Lens-Béthune, exploités en délégation de service public par Transdev Artois-Gohelle.

## Histoire
Le syndicat mixte des transports (SMT) de Lens-Liévin-Hénin-Carvin a été créé le 22 janvier 2003. Il résulte de la volonté des communautés d'agglomérations de Lens-Liévin et d'Hénin-Carvin de mettre en commun leurs compétences d'autorités organisatrices de transports. En 2004, lors du rapprochement entre les transports en commun du district de Lens-Liévin et ceux du district d'Hénin-Carvin, avec 354 km2 desservis, le syndicat mixte des transports était le second réseau de la région après celui de Ilévia dans la métropole lilloise opéré par le groupe Keolis et le 10e de France.
Dans un premier temps, la reconduction de l'accord tarifaire dit Galaxie, sur le périmètre d' Artois Comm a permis au voyageur de circuler dans tout l'ancien bassin minier du Pas-de-Calais avec un seul titre de transport, à l'exception toutefois du territoire de la Communauté de communes de Nœux et environs qui avait quitté le dispositif lors de sa création en 2002.  
En janvier 2006, la communauté d'agglomération de l'Artois et la Communauté de communes de Nœux et environs rejoignent le syndicat mixte des transports qui devient le Syndicat mixte de transports Artois-Gohelle
Dans le cadre des dispositions de la loi portant nouvelle organisation territoriale de la République (Loi NOTRe) du 7 août 2015, qui prévoit que les établissements publics de coopération intercommunale (EPCI) à fiscalité propre doivent avoir un minimum de 15 000 habitants, la communauté d'agglomération de l'Artois fusionne avec la communauté de communes Artois-Lys et la communauté de communes Artois-Flandres, formant, le 1er 2017, la communauté d'agglomération de Béthune-Bruay, Artois-Lys Romane, conformément à l'arrêté préfectoral du 13 septembre 2016.
Depuis le 11 avril 2022, le SMT Artois-Gohelle a changé de nom pour devenir "Artois Mobilités" et a adopté un nouveau logo en accord avec la nouvelle charte graphique du réseau TADAO.

## Structure du réseau

### Organisation
En septembre 2023, le réseau des transports en commun de Lens-Béthune comportait 54 lignes régulières de bus dont sept lignes de bus à haut niveau de service Bulles, 9 Principales, 17 Complémentaires, 21 Duo et 2 Navettes "Sites de Mémoire" et "Béthune Centre". A cela s'ajoutent du Transport à la Demande zonal : 7 zones Allobus, 6 Zones Chronopro à destination des zones d'activités et le service Proxibus à destination des voyageurs en situation de handicap et enfin 213 circuits scolaires. Avec 998,7 km2 de territoire couvert (incluant Pernes) et 644 256 habitants desservis, c'est le septième périmètre de transport urbain (PTU) de France derrière Tisséo à Toulouse et le second dans la région Hauts-de-France, après celui Ilévia à Lille. 
L'autorité organisatrice de la mobilité sur le territoire n'est pas contrairement à une majorité d'agglomération, l'intercommunalité mais le syndicat mixte de transports Artois-Gohelle.Le SMT AG est propriétaire de l'ensemble des équipements des réseaux, à l'exception du matériel roulant de certains circuits de transports scolaires qui est fourni et entretenu par les entreprises délégataires. De même, les différentes marques commerciales des réseaux, sont la propriété du SMT AG.
Depuis 2017, le périmètre de transports urbains couvre 150 communes, trois communautés d'agglomérations : Communauté d'Agglomération de Béthune-Bruay, Artois Lys Romane ; Communauté d'Agglomération de Lens-Liévin ; Communauté d'Agglomération de Hénin-Carvin et 135 établissements scolaires.  A noter que 2 communes hors SMT sont desservies de fait par le réseau, Pernes et Bauvin ainsi que la gare de la Bassée (dans la MEL). 

### Autobus
En 2019, une refonte du réseau a lieu et l'utilisation pour la première fois en France de la technologie à l'hydrogène.

### Projet Bulles
Les besoins croissants de mobilité et la nécessité de solutions respectueuses de l’environnement se traduisent dans le Plan de déplacements urbains (PDU) du SMT AG par le développement d’axes structurants dans l’ex-bassin minier. Si les liaisons TER assurent des déplacements rapides et cadencés entre les pôles, il faut ensuite organiser un réseau de transports vers et depuis ces pôles d’échanges de manière tout aussi efficace.

L'abandon du projet de tramway au profit du BHNS en 2013, voit la naissance du projet Bulles porté par le SMT AG.
Le projet Bulles, achevé en 2019, est un projet de création de 7 lignes de bus à haut niveau de service sur le ressort territorial.
Les principaux pôles d’échanges du territoire desservis par les lignes Bulles sont Lens, Béthune, Hénin-Beaumont, Bruay-La-Buissière, Libercourt et Auchel. La mise en œuvre de ces dernières a nécessité des travaux d’aménagements et de voiries notamment la construction de couloirs bus et la réalisation d’aménagements urbains.
L’objectif majeur du projet Bulles est d’offrir un niveau de service élevé qui se traduit notamment par de la régularité, des temps de parcours garanti, de l’accessibilité, de l’information en temps réel et du confort.
L’implantation de chaque station a été envisagée afin de garantir la desserte des zones limitrophes de 500 m autour des Bulles. Leur positionnement assurera une couverture optimale et facilitera les possibilités de correspondances avec les autres modes de transport.
Les points de correspondance des lignes Bulles entre elles :
1. Pour la Bulle 1, 35 stations dont 13 majeures, dont 3 stations communes avec Bulle 3, 2 stations communes avec Bulle 5 et 1 station commune avec Bulle 7.
2. Pour la Bulle 2, 46 stations dont 3 stations communes avec la Bulle 6.( Europe/les tombelles/ Evrard)
3. Pour la Bulle 3, 25 stations dont 11 majeures, dont 3 stations communes avec la Bulle 1.
4. Pour la Bulle 4, 21 stations dont 7 majeures, dont 4 stations commune avec la Bulle 2.
5. Pour la Bulle 5, 32 stations dont 6 majeures et 17 arrêts, dont 2 stations communes avec la Bulle 1 et 1 station commune avec la Bulle 7.
6. Pour la Bulle 6, 23 stations dont 3 stations communes avec la Bulle 2,.
7. Pour la Bulle 7, 21 stations dont 6 majeures et 16 arrêts, dont 1 station commune avec la Bulle 1 (en fonction du phasage de la ZAC Sainte Henriette) et 1 station commune avec la Bulle 5.

La distance entre 2 arrêts sera déterminé avec exactitude en fonction de l’importance des zones desservies, et en fonction de l’aire d’attraction concernée (quartiers résidentiels, centres-villes, zones d’activités,…), dans un rayon de desserte d’environ 500 m.
Le mise en service des lignes s'est accompagné de l'achat d'un nouveau matériel roulant pour les lignes Bulle 1 et 2.

## Utilisation

### Tarification
Le Syndicat mixte des transports Artois-Gohelle, en tant que gestionnaire du réseau de transports, est membre de Hauts-de-France Mobilités qui rassemble les différents réseaux de la région Hauts-de-France. Le réseau utilise la carte Pass Pass depuis 2016, elle permet aux clients de charger leur titres de transports et est compatible avec le réseau TER Hauts-de-France et les autres réseaux de transports de la région. 
Le réseau TADAO propose une diversité d'abonnements à destination de plusieurs publics (jeune -26 ans, seniors + 65 ans, demandeurs d'emploi etc). 
Depuis 2018, le réseau TADAO offre la possibilité de souscrire un abonnement intermodal ( Bus TADAO + TER Hauts de France) permettant aux voyageurs d'emprunter les lignes TER sur le ressort territorial du syndicat mixte de transports Artois-Gohelle. 

### Parc-relais
Les parcs relais n'existent pas, à proprement parler. Dans la plupart des cas, ce sont des parkings de centre commercial dont Noyelles à Noyelles-Godault, Lens 2 à Vendin-le-Vieil et Carrefour à Liévin (bien que l'on puisse également remarquer les parkings du stade Félix-Bollaert et de la place de la République à Lens).
Une étude doit définir l'emplacement, la taille et le statut juridique des parcs relais. Ils pourraient être au nombre de trois ou quatre. Avec leur création, les parkings en centre-ville deviendraient zone bleue ou zone payante.
À titre indicatif, une étude coûte 30 000 € HT et un aménagement 300 000 € HT.